# HNK Kupres '97
HNK Kupres '97 je hrvatski nogometni klub iz Kupresa, BiH.

## Povijest
Klub je osnovan 1924. godine, a 1997. obnavlja svoj rad pod imenom HNK Kupres. Od sezone 2004./05. Kupres se u 13 uzastopnih sezona natjecao u Drugoj ligi FBiH – Jug kada u sezoni 2016./17. ispadaju iz lige kao posljednjeplasirana momčad.
Godine 2020. zbog nemogućnosti funkcioniranja klub je ugašen, a osnovan je novi klub pod nazivom HNK Kupres '97 koji je preuzeo stadion, boje, igrače i mjesto u ligi starog kluba.
Trenutačno se natječe u Međužupanijskoj ligi HBŽ i ZHŽ.

## Pregled plasmana po sezonama
| Sezona    | Rang | Liga                          | Plasman | Izvori |
| --------- | ---- | ----------------------------- | ------- | ------ |
| 2016./17. | III. | Druga liga FBiH – Jug         | 15. ↓   | [ 2 ]  |
| 2017./18. | IV.  | Međužupanijska liga HBŽ i ZHŽ | 4.      | [ 3 ]  |
| 2018./19. | IV.  | Međužupanijska liga HBŽ i ZHŽ | 7.      | [ 4 ]  |
| 2019./20. | IV.  | Međužupanijska liga HBŽ i ZHŽ | 5.      | [ 5 ]  |
| 2020./21. | IV.  | Međužupanijska liga HBŽ i ZHŽ | 6.      | [ 6 ]  |
| 2021./22. | IV.  | Međužupanijska liga HBŽ i ZHŽ | 5.      | [ 7 ]  |
| 2022./23. | IV.  | Međužupanijska liga HBŽ i ZHŽ | 5.      | [ 8 ]  |
| 2023./24. | IV.  | Međužupanijska liga HBŽ i ZHŽ | 4.      | [ 9 ]  |
| 2024./25. | IV.  | Međužupanijska liga HBŽ i ZHŽ | –       |        |